# Pianeta (paramento liturgico)

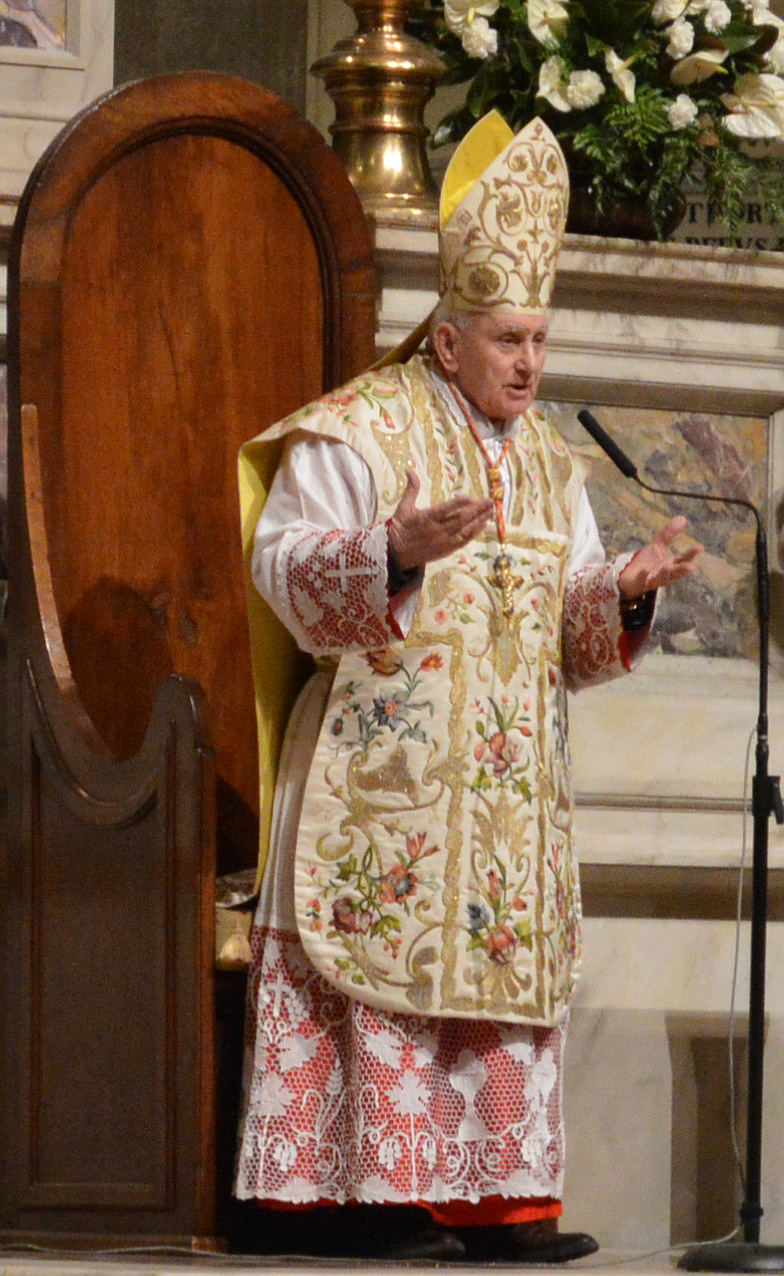
Pianeta indossata durante una celebrazione eucaristica dal cardinale Ernest Simoni

La pianeta è il paramento liturgico usato dal presbitero per presiedere la celebrazione eucaristica.
I libri liturgici hanno sempre usato i due termini pianeta e casula come sinonimi. Nelle edizioni del Messale Romano in uso prima del Concilio Vaticano II il termine «pianeta» appariva undici volte, e il termine «casula» dodici volte. Il Rito dell'ordinazione presbiterale prescriveva che l'ordinando si presentasse avente «"planetam" coloris albi complicatam super brachium sinistrum», ma poi indicava che il vescovo «imponit Ordinando "casulam" usque ad scapulas» e poi, più tardi, «explicans "casulam", quam Ordinatus habet complicatam super humeros, et induit illum».
Essa, prima della riforma liturgica attuata dalla Sacra Congregazione dei Riti attuata con il decreto del 23 marzo 1955 veniva sostituita dalla pianeta plicata nelle messe solenni in cui diacono e suddiacono non potevano usare la dalmatica e la tunicella.
Dal Concilio Vaticano II in poi, il termine «casula» è usato quasi esclusivamente, accompagnato però qualche rara volta con la parola «pianeta» come sinonimo («la casula o pianeta»).
Ciò nonostante, qualche libro di consultazione, mentre tratta i due termini come sinonimi, considera arcaico il termine «casula»: «antica denominazione della pianeta sacerdotale».

## Descrizione e storia
La pianeta era originalmente una veste sacra, ampia, con un'apertura tonda per la testa, che avvolgeva la persona del sacerdote (come piccola casa) durante la celebrazione della messa.  Deriva dall'antico mantello da viaggio (chiamato in latino paenula o anche casula) usato abitualmente dai presbiteri.

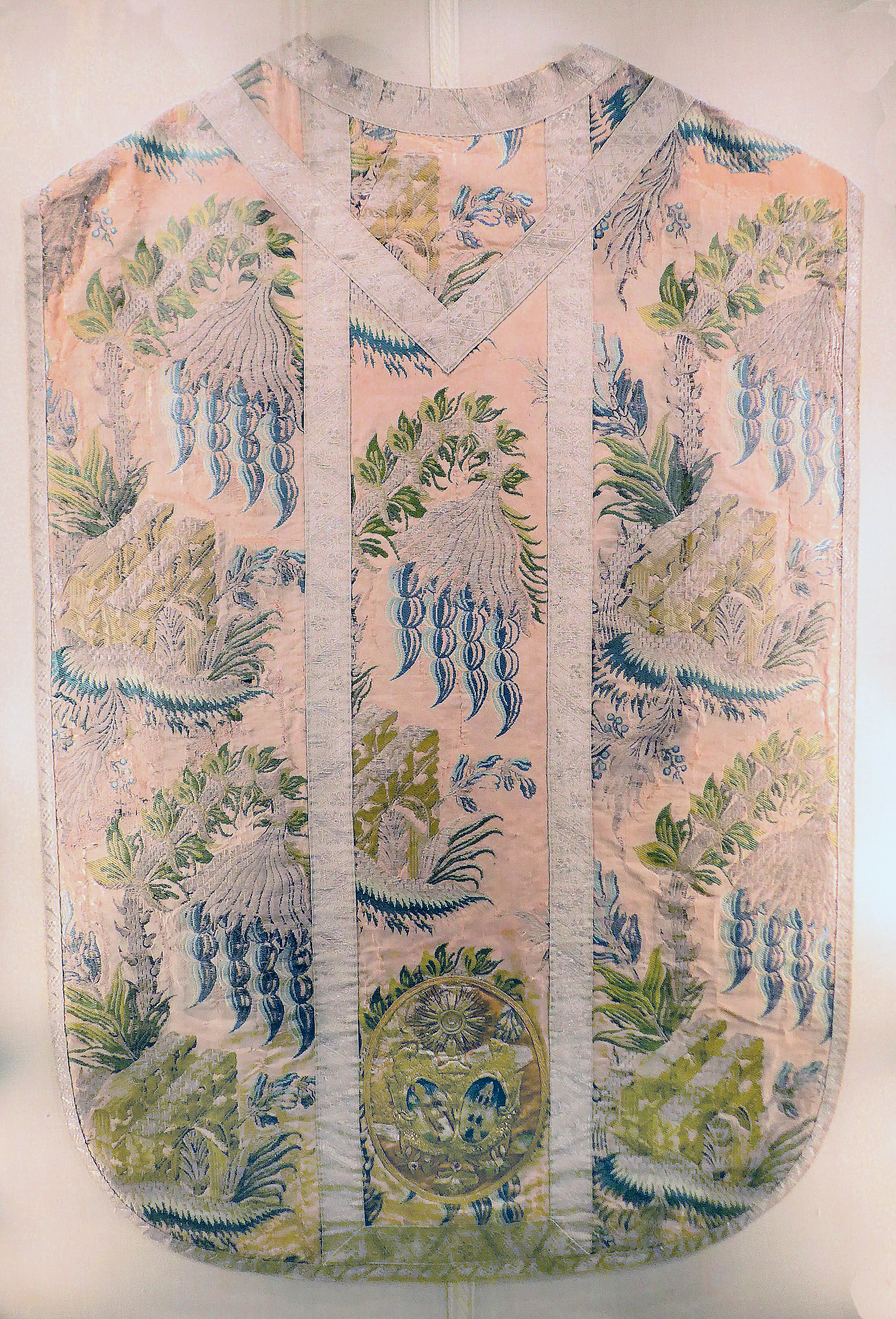
Retro di una pianeta del XVIII secolo (1730-1740 ca.) conservata al MAST Castel Goffredo

La foggia del paramento ebbe una progressiva evoluzione con lo scopo di rendere più libere le braccia riducendo la lunghezza dei fianchi. Mentre illustrazioni del XIII secolo lo mostrano ancora ampio, più ampio che le casule moderne, gradualmente divenne una veste semi-rigida, foderata, da indossare con un'allacciatura sui fianchi. Nel XVII secolo, la pianeta era ormai costituita da due strutture rigide, una per il davanti e l'altra dietro. Le chiese più ricche ne avevano per corredo alcune realizzate con tessuti pregiati, ricami e decorazioni, tanto da rappresentare delle opere d'arte ormai legate alla tradizione delle celebrazioni religiose.
Nel XX secolo è apparsa la tendenza di tornare invece a una forma più ampia del paramento, anche se non alla forma originale, che giungeva ai talloni anche ai fianchi del sacerdote. L'uso di questa forma provocò da parte di alcuni una reazione negativa, per cui la Sacra Congregazione dei Riti emise, il 9 dicembre 1925, un giudizio negativo, che fu esplicitamente ritirato con la dichiarazione Circa dubium de forma paramentorum del 20 agosto 1957, che lasciò la decisione al giudizio prudente degli Ordinari locali. Esiste una fotografia che mostra il papa Pio XI che celebrava la messa nella basilica di San Pietro già il 19 marzo 1930 indossando una pianeta dalla forma più ampia.
La pianeta o casula è usata anche in molte chiese della comunione anglicana e qualche volta da pastori di altre comunità di tradizione protestante.

## Modelli di pianete
Esistono fondamentalmente quattro modelli di pianete, peraltro non molto dissimili tra loro:
- romana: ha apertura trapezoidale per il capo e la cucitura sul petto dei due lembi di stoffa delle spalle; come ornamento posteriore presenta una striscia verticale centrale detta "colonna" e quello anteriore ha la forma di una croce commissa;
- spagnola: presenta la cucitura sulle spalle e solitamente una lunghezza leggermente superiore rispetto alla pianeta romana; gli ornamenti anteriore e posteriore sono entrambi a "colonna";
- tedesca: ha cucitura sulle spalle e l'apertura tonda per il capo; l'ornato posteriore è a forma di croce, mentre quello anteriore è a "colonna";
- francese: anche questo modello ha la cucitura sulle spalle, mentre presenta una apertura simile a quella romana, ma meno marcata; l'ornamento è simile al modello tedesco.

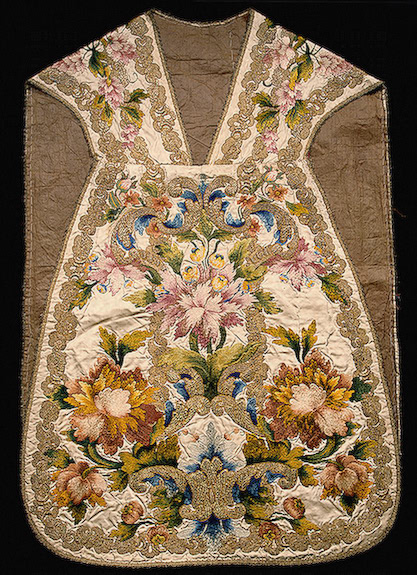
Fronte di una pianeta romana riccamente decorata
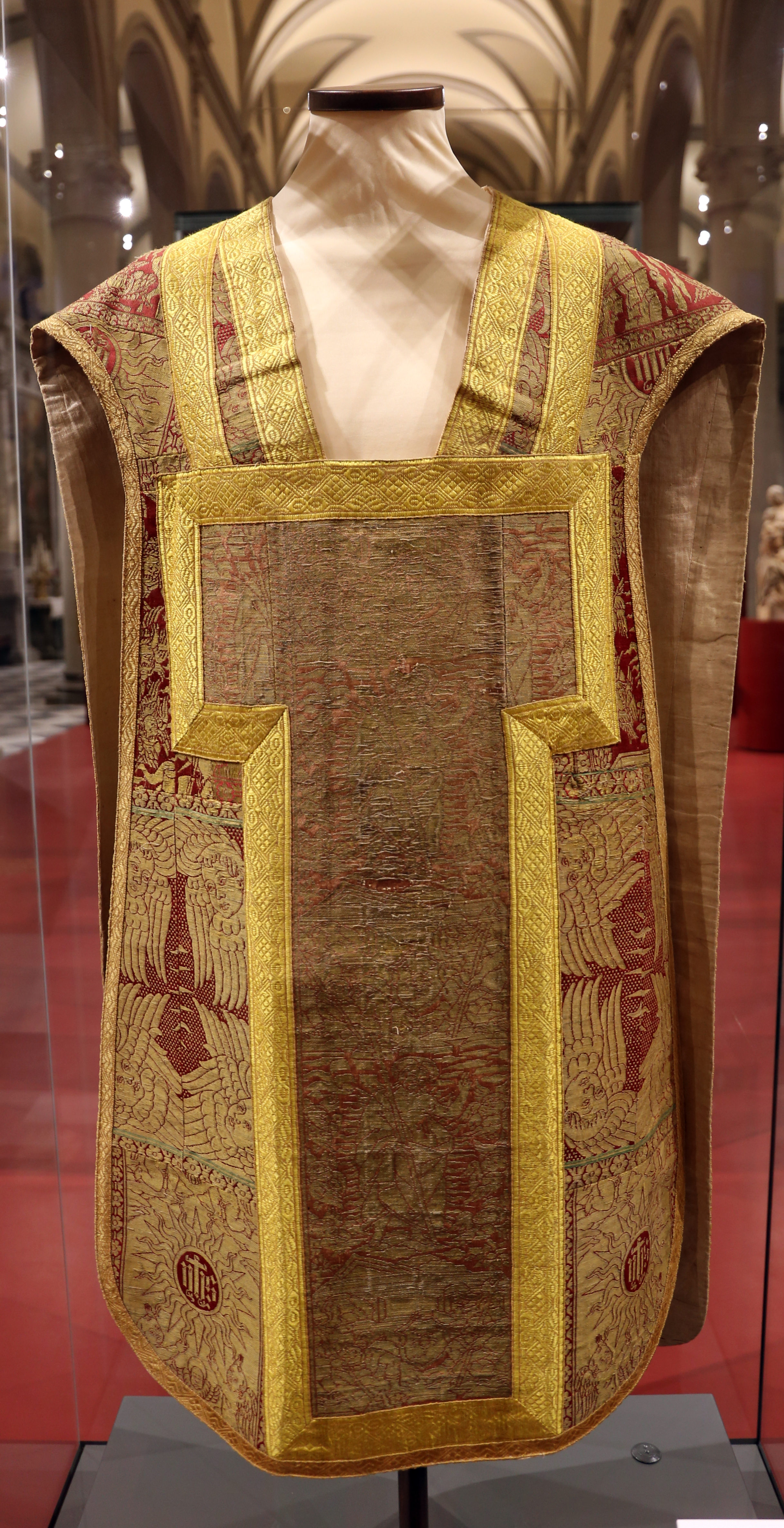
Fronte di una pianeta in stile romano del XVI secolo ca., conservata nel museo diocesano d'arte sacra di Volterra. Si noti la croce commissa
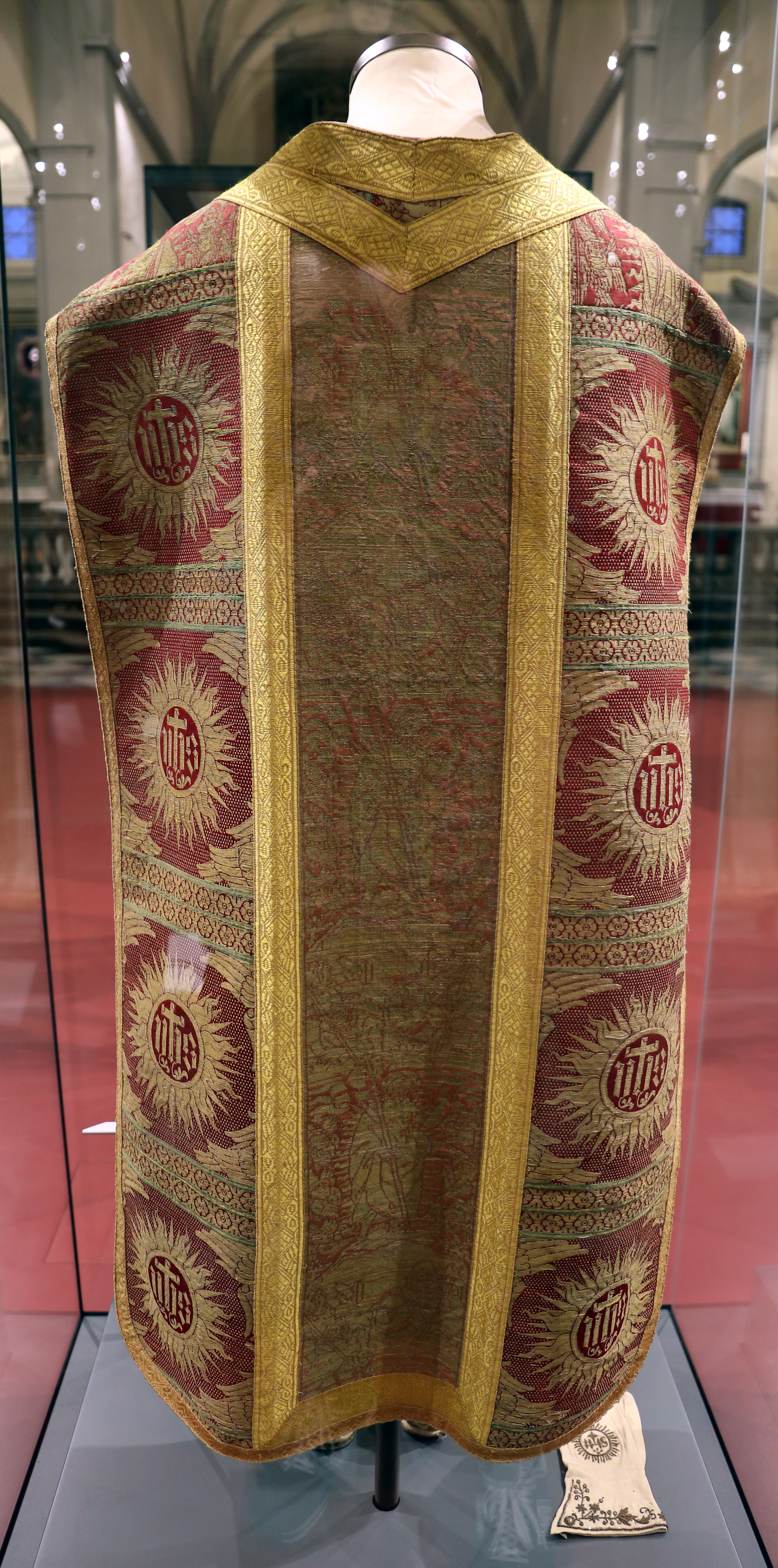
Retro di una pianeta in stile romano del XVI secolo ca., conservata nel museo diocesano d'arte sacra di Volterra
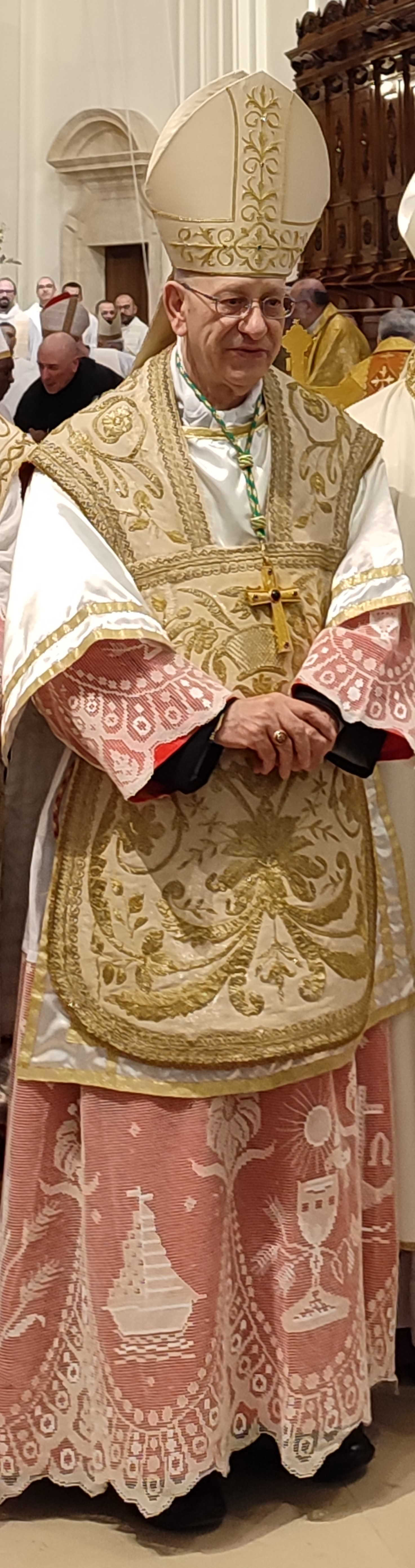
Mons. Mario Russotto indossa una pianeta in stile romano
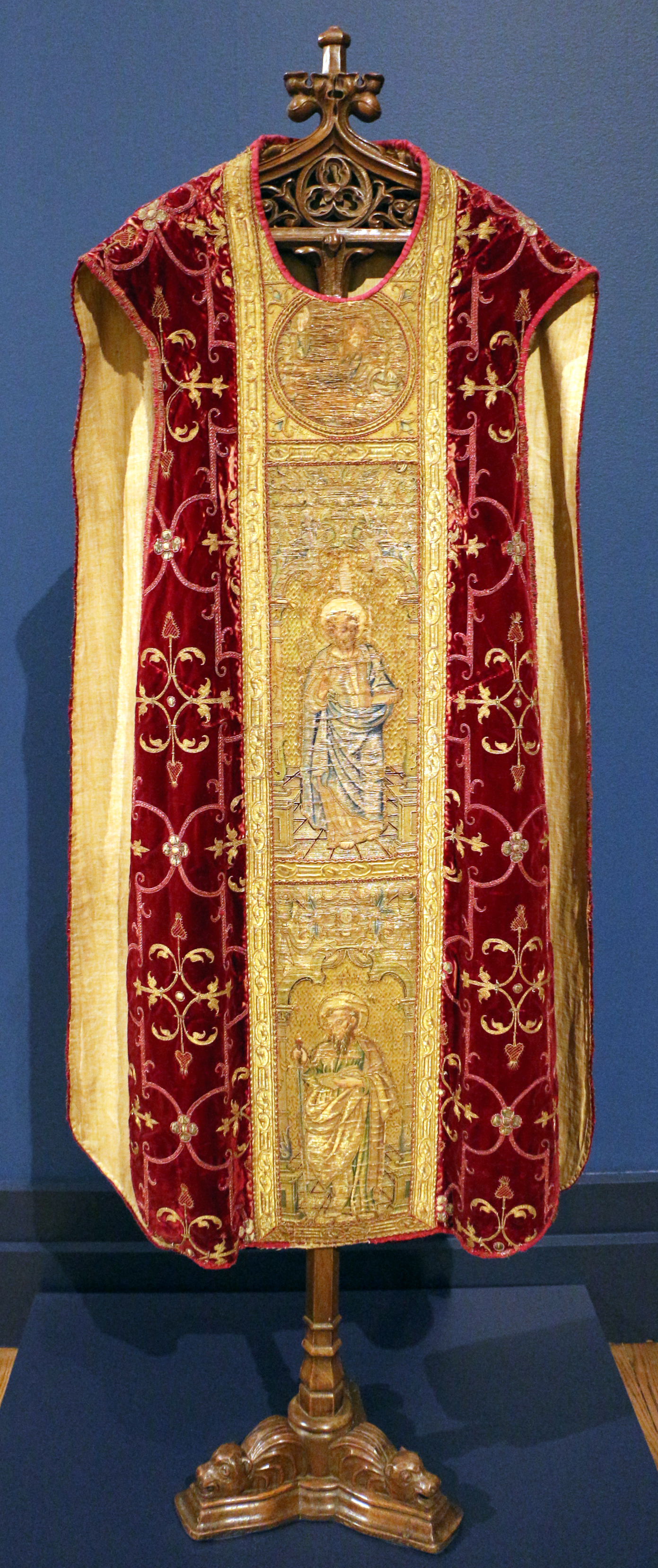
Fronte di una pianeta in stile spagnolo del XVI secolo ca. esposta allo Speed Art Museum di Louisville, Kentucky
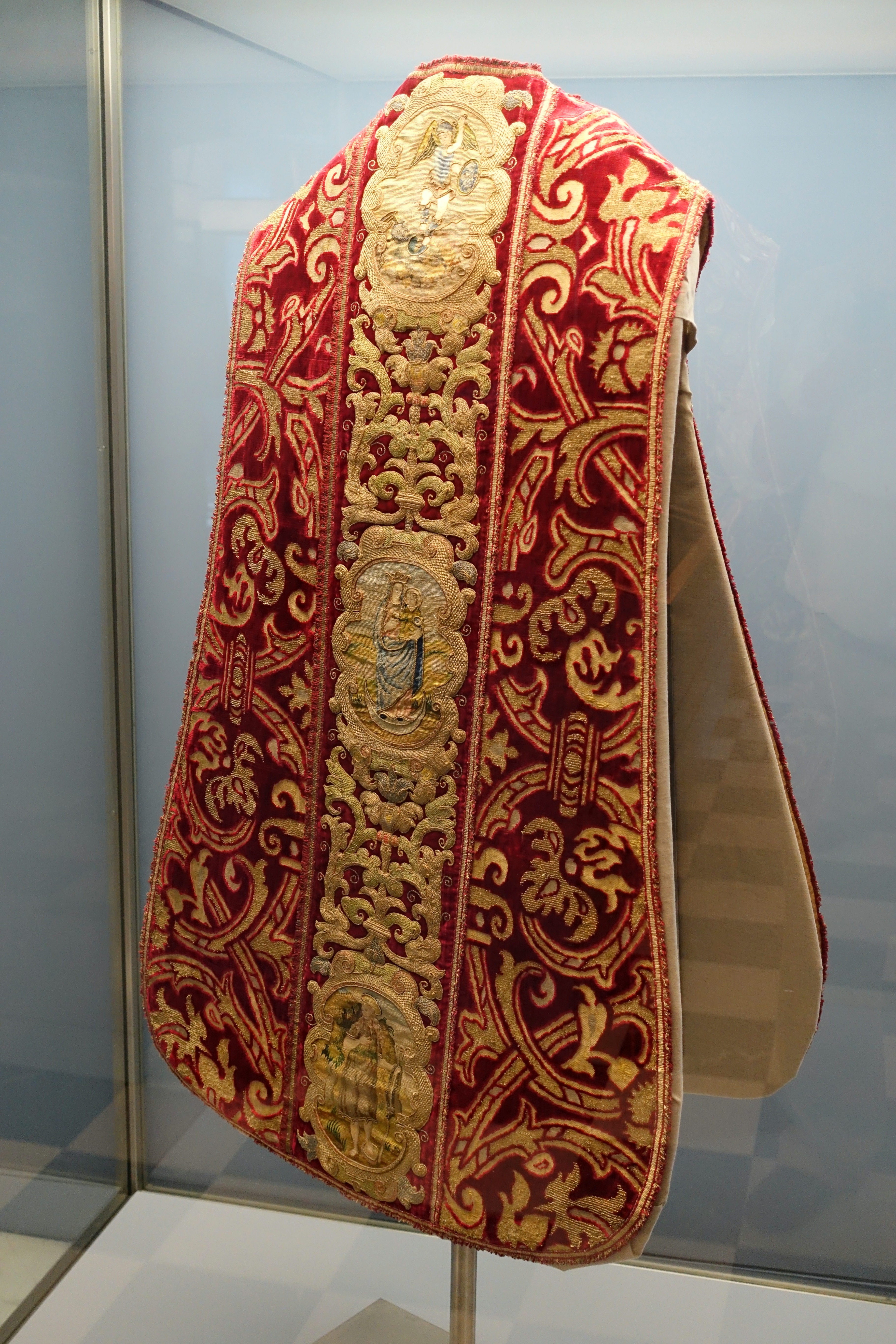
Retro di una pianeta spagnola del XVI secolo ca., conservata nel Museo Nacional de Artes Decorativas di Madrid, Spagna
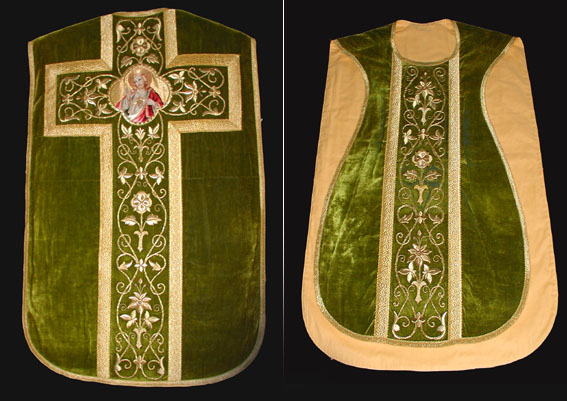
Retro e fronte di una pianeta tedesca conservata nella chiesa di Santa Geltrude di Maarheeze, Paesi Bassi
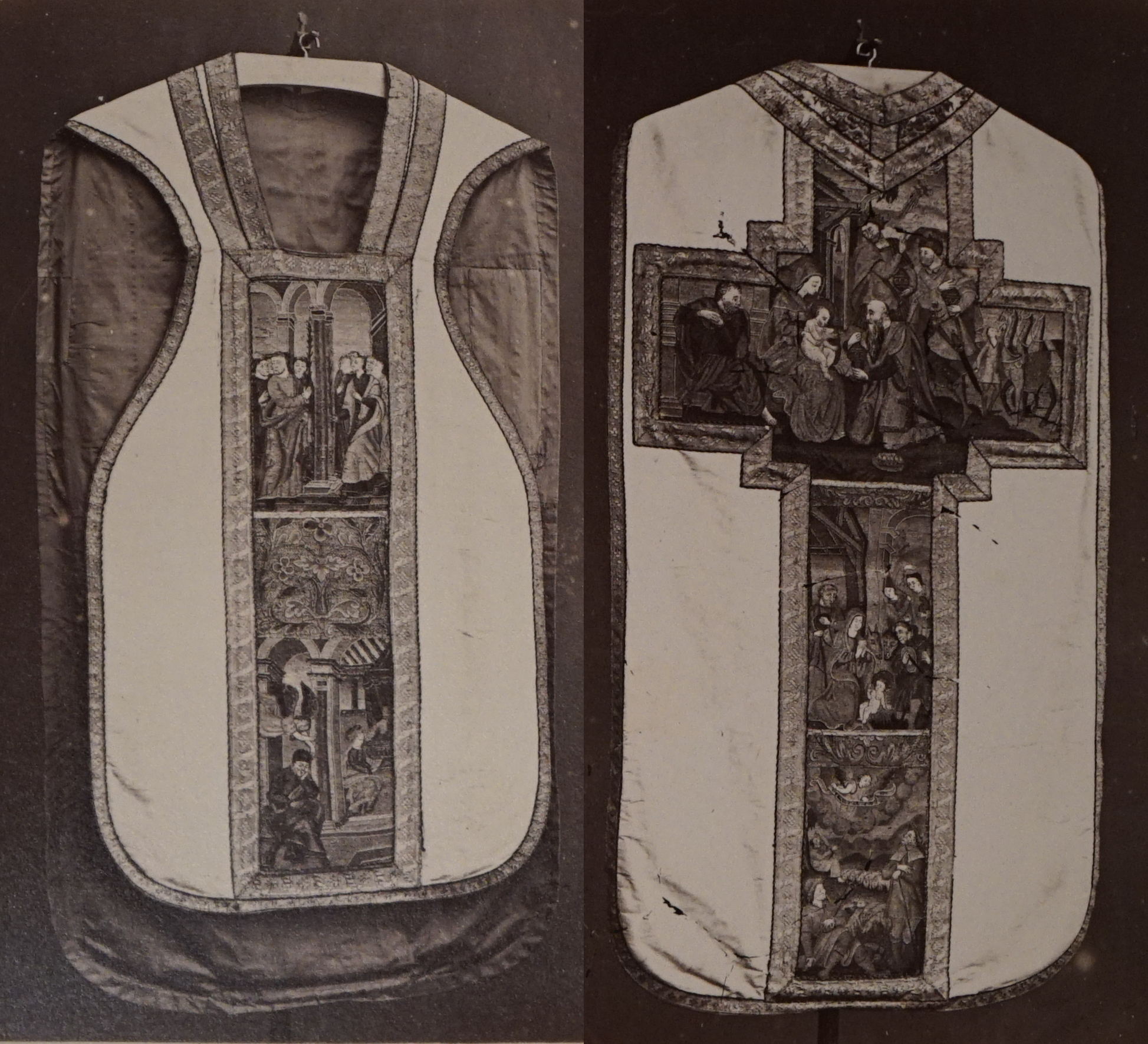
Fronte e retro di una pianeta francese
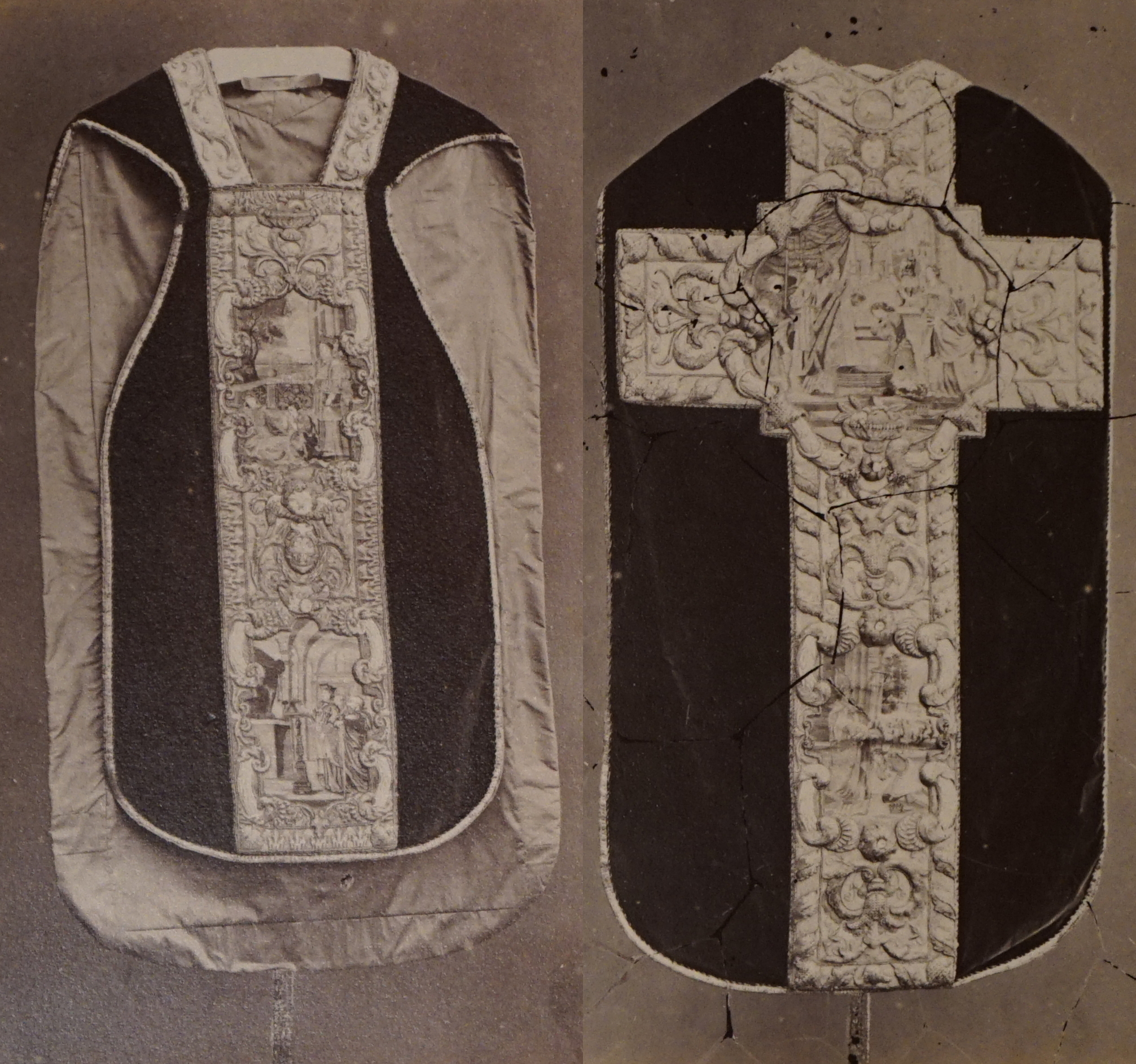
Fronte e retro di un'altra pianeta francese

## Pianeta plicata
Prima della riforma liturgica di Giovanni XXIII, nelle celebrazioni penitenziali, come per esempio quelle dell'Avvento e della Quaresima (con eccezione delle domeniche Gaudete e Laetare), il diacono e suddiacono sostituivano la dalmatica e la tunicella con la pianeta plicata.
La pianeta plicata è stata abolita nel 1960 dal Codice di Rubriche, n. 137.